# Inédie
L'inédie (parfois appelée respirianisme ou pranisme) est l'abstention totale de nourriture et de boisson, fondée sur la croyance qu'une personne pourrait vivre sans se nourrir (voire sans boire) pendant plusieurs semaines, mois ou années. Les cas décrits sont légendaires ou mythiques, et se produisent souvent dans un contexte spirituel, religieux, parfois mystique voire sectaire. Les connaissances actuelles de la physiologie humaine, en particulier du métabolisme basal ne permettent pas de la considérer comme plausible. Les rares cas à avoir été cliniquement suivis étaient entachés de biais observationnels ou de soupçons de fraude.
La sous-nutrition entraînée par ce comportement a des conséquences mortelles,,,,,,.

## Connaissances scientifiques
Selon les connaissances actuelles en physiologie, ces allégations sont infondées, et ceux qui en font la promotion sont des manipulateurs ou des mythomanes. En France, la Miviludes a mis en garde contre l'inédie, qu'elle qualifie de « jeûne extrême », et qu'elle assimile à une forme de charlatanisme.
Pour un être humain adulte en bonne santé, un régime sans eau est généralement mortel au bout d'une semaine, voire seulement quelques jours,. Les enfants sont susceptibles de mourir de déshydratation beaucoup plus rapidement, de même qu'un adulte qui n'absorberait aucun liquide et transpirerait abondamment du fait de la chaleur et/ou de l'exercice physique,. Sans nourriture solide, il n'est généralement pas possible de survivre au-delà de 40 à 60 jours,, 94 jours tout au plus dans des cas exceptionnels,, si la personne est bien portante et bien nourrie au moment du début du jeûne. La physiologie peut s'adapter en mobilisant des réserves internes, mais, assez vite (en moyenne au bout de 3 à 4 semaines), la poursuite du jeûne comporte des risques importants, notamment cardiaques. Alain Bombard a survécu 65 jours seul en mer, mais disposait pour sa part d'un filet à plancton pour assurer une partie de ses besoins nutritifs.

## Définition de l'inédie par ses adeptes
Certains pratiquants précisent que l'inédie n'est pas vraiment une forme de jeûne, mais qu'elle serait une façon surnaturelle de s'alimenter en puisant son énergie de particules subtiles qui se trouvent partout (souvent appelées prana, ou particules de « lumière divine »). « Sont définis inédiens [sic] (qui sont en inédie) les personnes qui se nourrissent exclusivement de liquides exempts de matières solides en suspension »[source insuffisante]. Les adeptes vivraient des « ondes spirituelles  quantiques » en « élevant leur niveau vibratoire ».

## Cas prétendus d'inédie

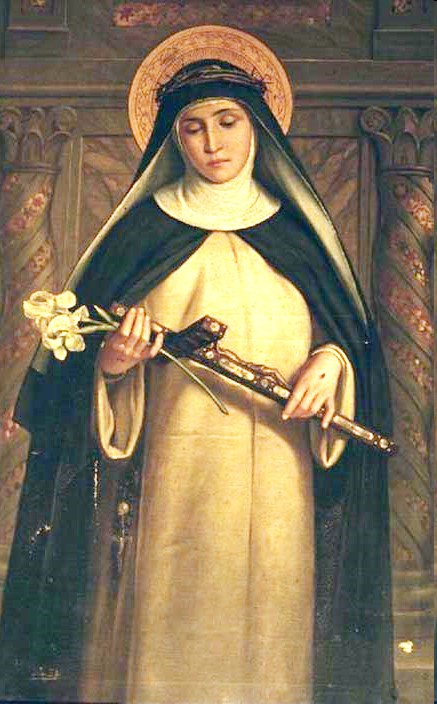
Catherine de Sienne.

— Les dates entre parenthèses marquent le début du jeûne —

### Catherine de Sienne (1363)
Catherine de Sienne (1347-1380) était connue pour jeûner pendant de longues périodes et est morte de ses privations après trois mois d'inédie,.

### Lydwine de Schiedam (1414)
Lydwine de Schiedam (1380-1433) s'illustra par « l'inédie (jeûne total) durant de très nombreuses années, qu'ont entérinée les magistrats locaux ». Il a été rapporté à son sujet qu'elle ne se serait nourrie que de l'eucharistie.

### Anne Catherine Emmerich (1807)

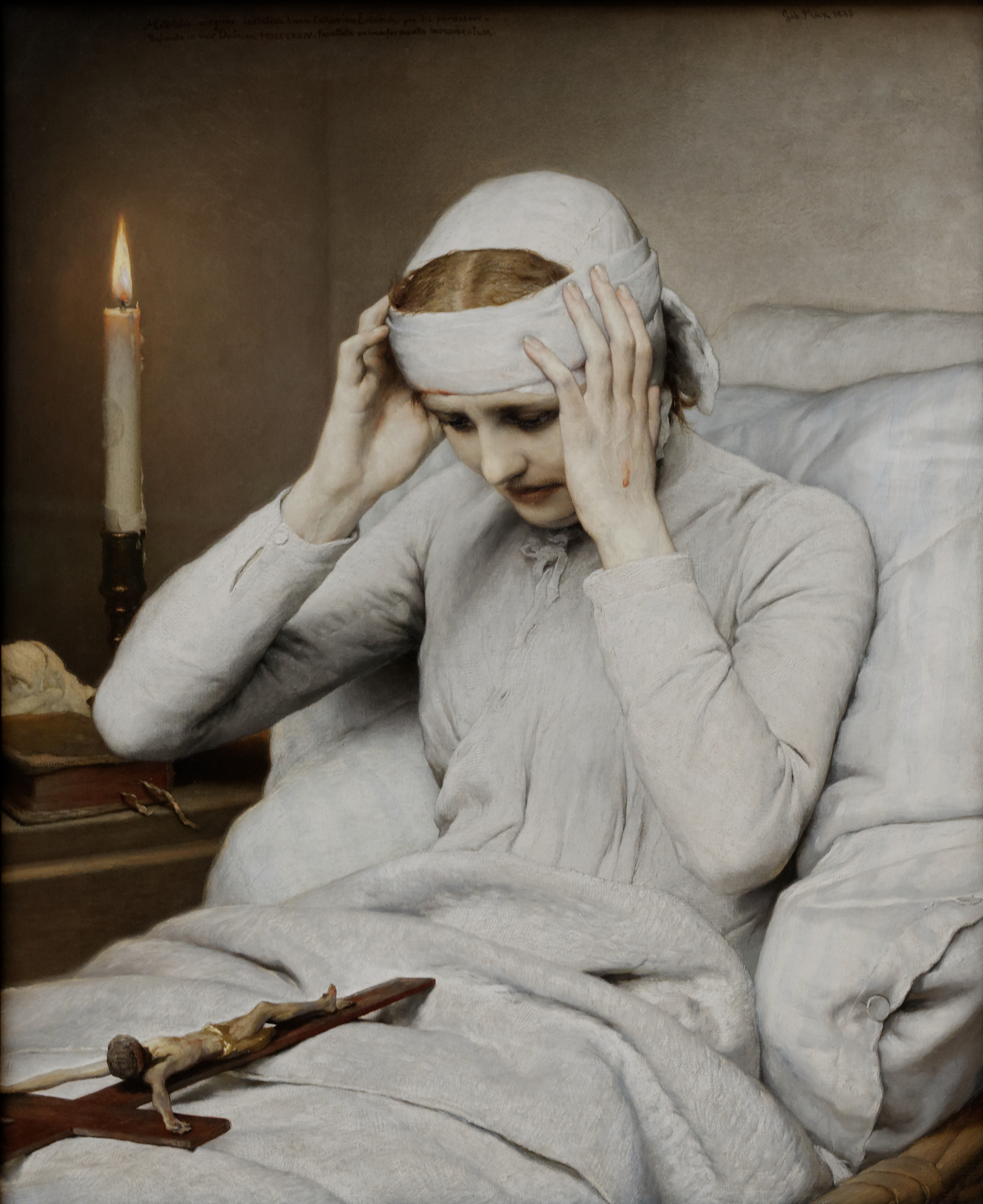
La vierge extatique Anna Katharine Emmerick par Gabriel von Max (1885).

Anne Catherine Emmerich (1774-1824) est religieuse catholique, appartenant à l'ordre des augustines et une mystique. Vénérée comme bienheureuse par l'Église catholique, elle est commémorée le 9 février selon le Martyrologe romain.

### Giri Bala (1880)
L'Indienne Giri Bala (née en 1868), considérée comme une sainte par les hindouistes, rencontrée par le yogi Paramahansa Yogananda en 1936 quand elle avait 68 ans. Dans son livre Autobiographie d'un yogi, le yogi relate qu'elle serait parvenue à cet état extraordinaire grâce à l’initiation de son guru. La technique comprenait la récitation d’un mantra et des exercices de respiration. Siri Bala affirmait n'avoir jamais été malade, ne presque pas ressentir la douleur, ne pas avoir d’excrétions et exercer un contrôle sur sa respiration et les battements de son cœur. Selon le récit de Yogananda, Giri Bala se nourrissait de « l’énergie subtile de l’air et de la lumière qui rechargent le corps par le bulbe rachidien ».

### Thérèse Neumann (1926)

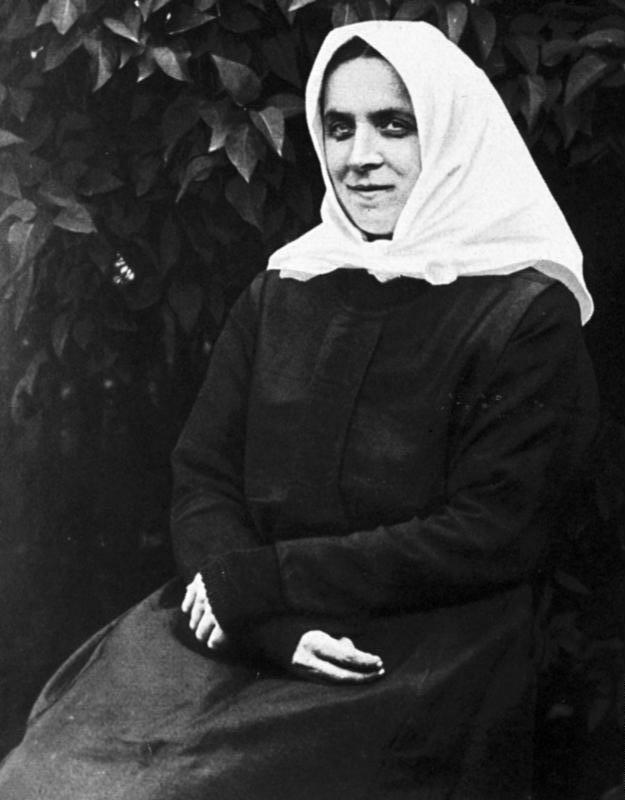
Thérèse Neumann.

Thérèse Neumann (1898-1962), au milieu du XXe siècle, n'aurait absorbé pendant 36 ans d'autre aliment que l'hostie de sa communion quotidienne et un peu d'eau. Un contrôle médical fut réalisé à son domicile du 13 au 28 juillet 1927, sous la direction du docteur Seidl : Thérèse n'est laissée seule à aucun moment, de jour comme de nuit ; le contrôle établit qu'elle n'a absorbé d'autre aliment qu'une parcelle d'hostie quotidienne humectée d'un peu d'eau, son poids étant le même au terme des 15 jours.

### Marthe Robin (1928)

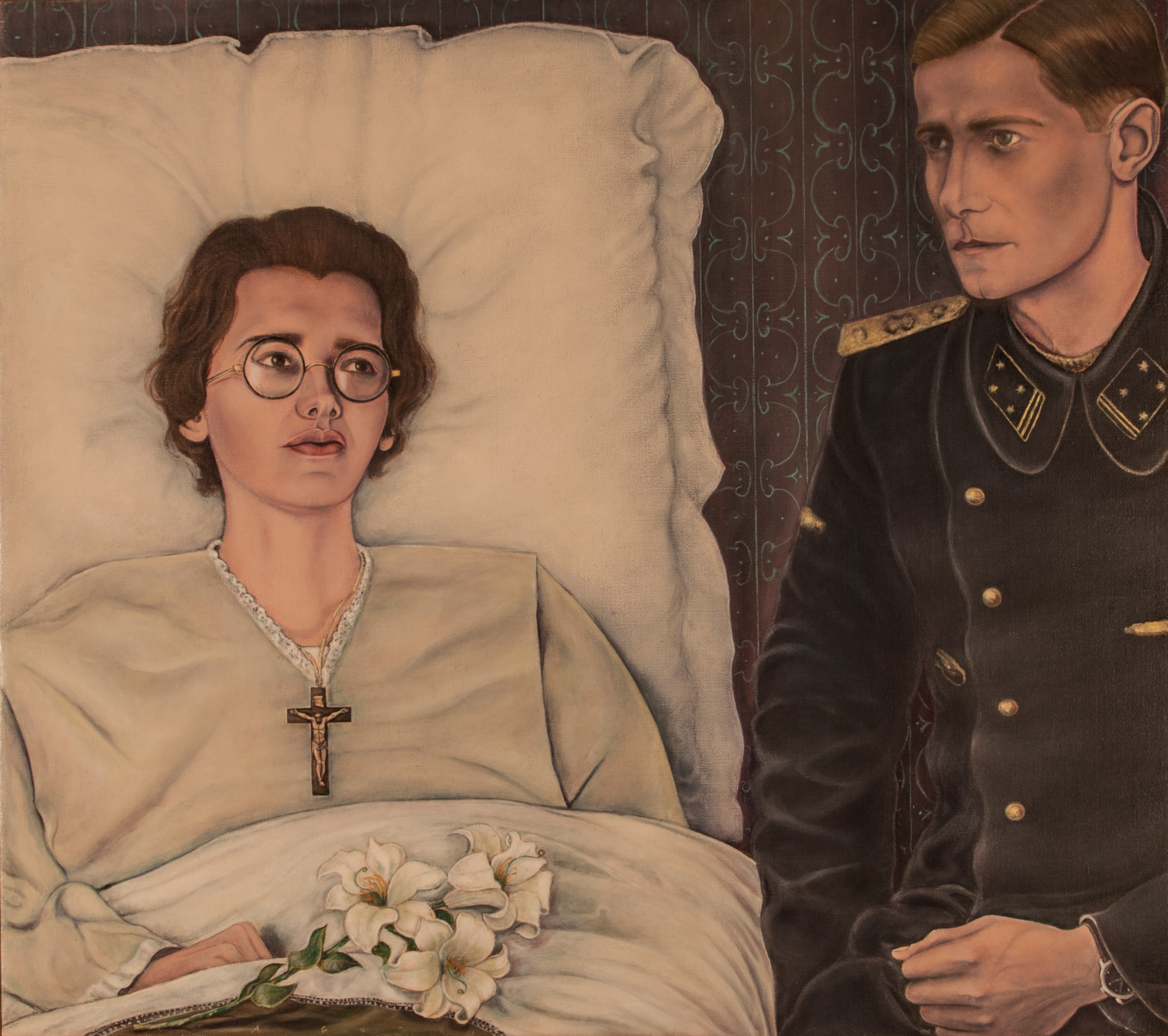
Marthe Robin et le soldat Jochen.

Marthe Robin (1902-1981) est une mystique catholique française. En 1903, elle est atteinte de la fièvre typhoïde et échappe de peu à la mort. Restée fragile toute son enfance, elle tombe gravement malade en 1918, sans doute atteinte d'une encéphalite léthargique. Après de nombreuses rechutes, elle serait demeurée paralysée des membres inférieurs à partir de mai 1928.
Chez Marthe Robin, l'inédie n'aurait été qu'une manifestation extraordinaire parmi d'autres (stigmates, etc.). Durant une cinquantaine d'années (1928-1981), elle n'aurait rien mangé d'autre qu'une hostie par semaine, mais il n’existe aucune preuve clinique de cette inédie.

### Alexandrina de Balazar

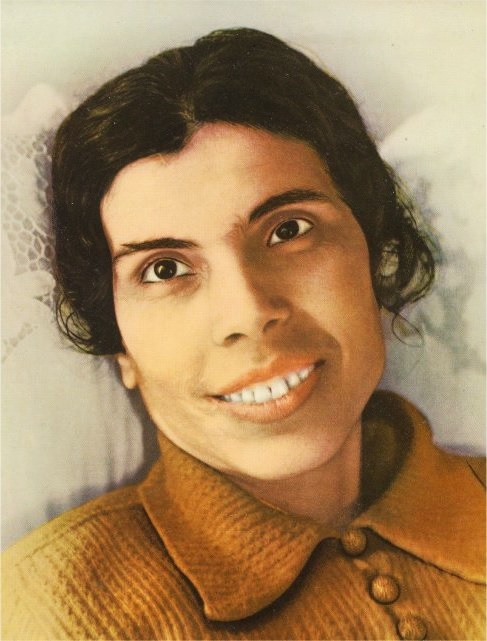
Alexandrina de Balazar.

Selon sa biographie au Vatican, Alexandrina de Balazar (1904-1955), mystique catholique portugaise, n'aurait reçu aucune nourriture, à l'exception de la communion quotidienne, de mars 1942, pendant environ 13 ans jusqu'à sa mort. Elle aurait été examinée par des médecins, sans aucune conclusion,. Du 10 juin au 20 juillet 1942, elle accepta d'être internée à l'hôpital de la Foce à Douro pour y subir un contrôle médical incluant une surveillance de tous les instants, au terme duquel un procès-verbal fut rédigé et signé par les médecins, indiquant qu'elle n'avait pris aucun aliment solide ni liquide durant ces 40 jours sans que son poids en soit modifié ni sa santé altérée.

### Prahlad Jani (1940)
Le yogi Prahlad Jani (1929-2020) affirmait jusqu'à sa mort ne pas avoir mangé ni bu pendant 80 ans. Selon ses dires, il ne se serait pas alimenté depuis 1940. [source insuffisante]. Début 2010, il accepte de se prêter à une expérience scientifique dans un hôpital d'Ahmedabad (Inde) durant 15 jours, sous la surveillance d'une équipe de 30 médecins dirigée par le neurologue le Dr Sudhir V. Shah, qui avait déjà étudié le cas d'Hira Ratan Manek, et sous l'égide de la Defence Research and Development Organisation. Prahlad Jani a été surveillé 24 heures sur 24 par des caméras en avril-mai 2010. Durant l'expérience, Prahlad Jani a été autorisé à se gargariser et à se baigner,.
Le docteur Illavazahagan, chargé de l’affaire, déclare ensuite qu'il espère que « de cette observation jaillira peut-être la lumière sur la survie de l’homme sans eau ni nourriture […] Le recours au scanner vise à comprendre quelle est l’énergie qui soutient son existence. Jani dit qu’il médite pour avoir de l’énergie » explique le médecin à l’AFP.
Mais le Dr Sudhir V. Shah est soupçonné par l'Association indienne rationaliste d'avoir un biais favorable, étant un jaïn zélé. De l'avis de James Randi, qui se consacre à la démystification de ce genre de cas, les protocoles n'ont pas été menés avec assez de rigueur pour qu'on puisse entériner la performance. Le Medical Council of India a critiqué les protocoles suivis, les jugeant insuffisants[réf. incomplète].

### Wiley Brooks
Dans les années 80, l'américain Wiley Brooks affirme à la télévision qu'il a arrêté de manger. Il donne des cours payants de respirianisme au Breatharian Institute of America qu'il a fondé. En 1983, il est surpris en train d'acheter de la nourriture industrielle. Il explique qu'il a besoin de manger des hamburgers pour compenser les effets des pollutions humaines,,.

### Ellen Greve (1993)

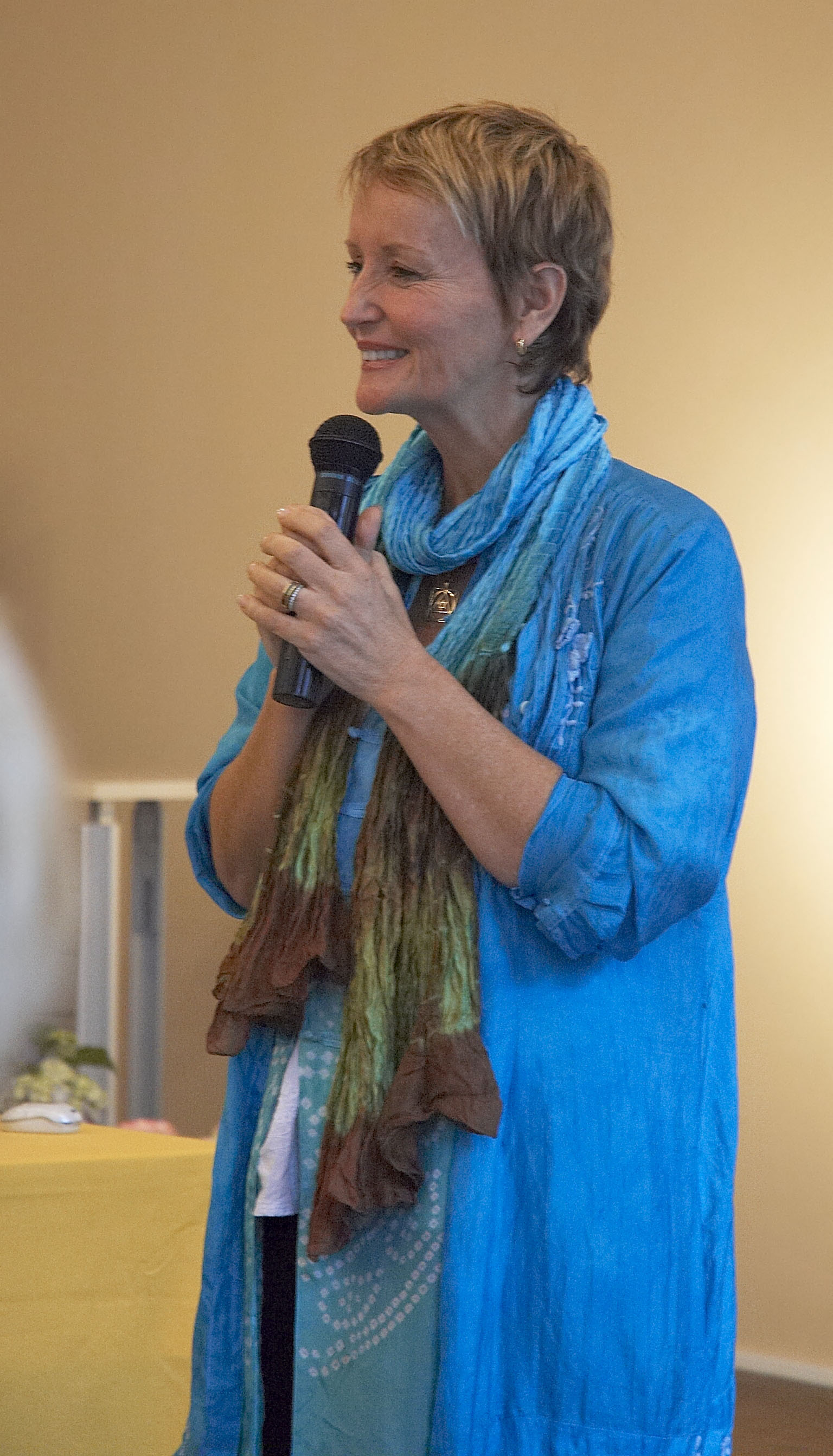
Ellen Greve, dite Jasmuheen.

L'Australienne Ellen Greve, alias « Jasmuheen (en) », déclare ne se nourrir que de la « force de l'amour divin » depuis 1993. Elle fédère un réseau international nommé MAPS (en français « Mouvement pour une société éveillée et positive »). Cette pratique, également baptisée respirianisme, aurait déjà provoqué (directement ou indirectement) la mort d'au moins trois personnes,,,,,,.
Mais, selon Jean-Marie Abgrall, « à la moindre critique, Jashmuheen oppose le système de défense commun à tout gourou de secte rejetant la responsabilité de l’échec sur l’adepte qui n’aura pas suivi les préceptes édictés par le Maître ou qui aura été distrait par des interférences néfastes. C’est ce qu’elle sous-entend en évoquant dans son livre la mort de plusieurs de ses disciples il y a quelques années en Australie, en Allemagne et en Écosse ».
Mise au défi d'apporter la preuve de ses dires par une équipe de télévision australienne, Ellen Greve a accepté, il y a quelques années, d'être filmée à son domicile, puis surveillée dans une retraite en pleine nature afin de pouvoir respirer l'air frais d'où proviendraient « 70 % de ses nutriments ». Au bout du quatrième jour de jeûne sans eau, le médecin supervisant l'expérience, Beres Wenck, présidente de la branche du Queensland de l'Association médicale australienne, lui a fortement recommandé d'arrêter l'expérience craignant pour sa santé.
Selon ce médecin, les pupilles de Greve étaient dilatées, son discours ralenti et elle était « déshydratée ». Vers la fin du test, le médecin déclarait : « Son pouls est le double de celui qu'elle avait au départ. Elle risque une insuffisance rénale. L'émission de télévision 60 minutes serait responsable si on l'encourageait à continuer. Elle devrait arrêter maintenant. »
L'expérience fut donc interrompue. Le Dr Beres Wenck précisa : « Malheureusement il y a quelques personnes qui vont croire ce qu'elle dit, et je suis sûre que c'est seulement un petit nombre de personnes, mais je crois qu'il est irresponsable pour quelqu'un d'encourager d'autres à faire quelque chose qui va nuire à leur santé ». Bien qu'Ellen Greve prétende avoir des milliers de disciples,, principalement en Allemagne, aucune preuve n'a été apportée qu'il lui soit, ou lui ait été possible, de vivre pendant une longue période sans aucune boisson ni nourriture.

### Hira Ratan Manek (1995)
Né en 1937 à Bodhavad (Inde), ingénieur en mécanique diplômé de l'Université du Kérala, Hira Ratan Manek prit sa retraite en 1992 et commença à étudier la pratique du sungazing (se nourrir de la lumière du soleil en observant celui-ci aux premières heures du jour ou au crépuscule). C'est cette pratique qui lui permettrait de se nourrir depuis 1995 de lumière solaire et d'eau solarisée (exposée au soleil durant 5 à 8 heures). Selon ses propres affirmations et celle du Dr Sudhir V. Shah, un médecin indien, son inédie aurait été contrôlée médicalement à trois reprises entre 1995 et 2001. Aucune autre source externe ou étude complémentaire n'a permis de le confirmer.

### Ray Maor (2000)
Dans un documentaire réalisé pour l'émission israélienne The Real Face (פנים אמיתיות), un praticien de l'inédie appelé Ray Maor (ריי מאור) semble avoir survécu sans nourriture solide et sans eau pendant huit jours et huit nuits. Selon le documentaire, il a été confiné dans une petite villa et surveillé en permanence par des caméras, sous contrôle médical incluant un test de sang par jour. Le documentaire signale que Ray Maor semblait être de bonne humeur tout au long de l'expérience, et que même s'il a perdu 7,7 kg après huit jours en inédie totale, les tests de sang n'ont signalé aucun changement avant, pendant ou après l'expérience. En 2015, Ray Maor a écrit un ouvrage racontant son expérience d'inédie pendant un an.

### Michael Werner (2001)
Michael Werner est né en 1949 à Brunswick, en Allemagne et vit dans les environs de Bâle. Docteur en chimie, il dirige un institut de recherches pharmaceutiques à Arlesheim. Il prétend, dans son livre Se nourrir de lumière. L'expérience d'un scientifique, vivre depuis 2001 sans ingérer de nourriture solide, se contentant de peu de liquides et de « lumière ».

### Autres cas
- Les vœux d'abstinence de saint Nicolas de Flue (1417-1487) ont propagé une légende populaire selon laquelle il aurait vécu 19 ans en vivant de la consommation exclusive de l’hostie[48].
- Sarah Jacob, au Pays de Galles, à la fin du XIXe siècle, qui prétend ne rien avoir mangé à partir de l'âge de 12 ans, morte en 1869[49].
- Louise Lateau (1850-1883), mystique belge, stigmatisée et inédique.
- Mary J. Fancher, dite Mollie Fancher (également appelée « l'énigme de Brooklyn »), fameuse inédique de Brooklyn, à la fin du XIXe siècle, morte en 1916[50].
- Selon l'auteur Poumi Lescaut qui en a fait une biographie, Balayogi (1930-1985)[51], dans le sud de l'Inde, ne se serait pas nourri pendant plus de 40 ans, restant totalement immobile en position du lotus toute sa vie d'adulte. Aucune preuve n'accrédite cette affirmation.
- Ram Bahadur Bomjon, né en 1990 dans le sud du Népal, serait resté immobile et sans manger sous un arbre pendant plusieurs mois. Il aurait entrepris un cycle de six ans de méditation ascétique (qui prit fin en 2012) afin de parvenir à l’état samyaka sambhudha (pleinement éveillé).
- Deux Français habitant Nantes et se disant chamanes prétendent n'avoir pas mangé pendant de longues périodes (plusieurs années) : Isabelle Hercelin[52] depuis 2009 et Henri Monfort depuis 2002[53].
- Une femme de 44 ans meurt en 2021 après un jeûne hydrique lors d'un stage organisé par Eric Gandon[54].

## Littérature
Divers romans présentent comme motif littéraire merveilleux la survie sans nourriture, soit que le personnage ne mange rien soit qu'il prenne une très légère nourriture sacrée, comme l'hostie consacrée. « Le vieux Roi du Graal survit depuis quinze ans grâce à une seule hostie, l'oiste qui el graal vient (Le conte du Graal, v. 6428) ; Joseph d'Arimathie dans sa cellule est nourri par la seule présence du Graal. »

## Filmographie
- Lumière : film documentaire autrichien sur le respirianisme du réalisateur Peter-Arthur Straubinger (de), sorti en France en décembre 2010[56]. Ce film a été critiqué par la Miviludes qui le considère comme une tentative de « banalisation » d'une « pratique charlatanesque »[57].
- The Boy with Divine Powers : documentaire de Discovery Chanel (en anglais) diffusé pour la première fois le 26 juin, 2006. Cette vidéo présente le parcours de Ram Bahadur Bomjon — un garçon au Nepal qui a été appelé “The Buddha Boy” (le garçon Bouddha). Ram Bahadur Bomjon prétend avoir développé la capacité de vivre pendant de longues périodes sans prendre aucune nourriture.
- The Wonder, réalisé par Sebastian Lelio, sorti en 2022.